# Коджа, Жером Эжен
| Открытые астероиды: 5 | Открытые астероиды: 5 |
| --------------------- | --------------------- |
| (96) Эгла             | 17 февраля 1868       |
| (187) Ламберта        | 11 апреля 1878        |
| (193) Амброзия        | 28 февраля 1879       |
| (217) Эвдора          | 30 августа 1880       |
| (444) Гиптида         | 31 марта 1899         |

Жером Эжен Коджа (фр. Jérôme Eugène Coggia; 18 февраля 1849 — 15 января 1919) — французский (корсиканский) астроном, первооткрыватель комет и астероидов, который работал в Марсельской обсерватории. В период с 1868 по 1899 год им было открыто в общей сложности 5 астероидов. Он также стал первооткрывателем нескольких комет, в том числе довольно яркой долгопериодической кометы C/1874 H1, а также короткопериодической кометы Кроммелина (27P/Crommelin) и кометы кометы Стефана — Отерма, которую он первоначально по ошибке принял за туманность.
В 1916 году он был награждён премией имени Лаланда Французской Академии Наук.